# Liste der denkmalgeschützten Objekte in Linz-Katzbach

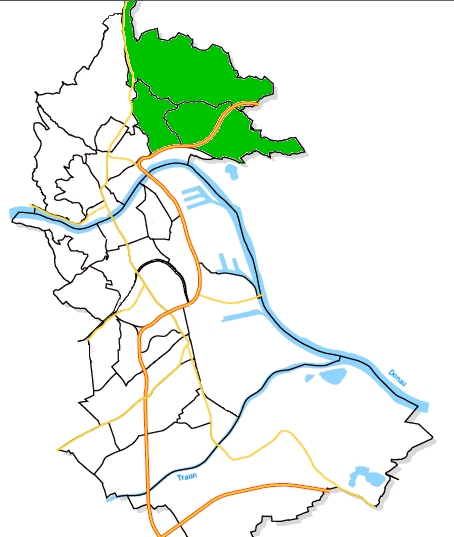
Die Katastralgemeinde Katzbach (grün) innerhalb der Stadt Linz

Die Liste der denkmalgeschützten Objekte in Linz-Katzbach enthält alle 13 denkmalgeschützten, unbeweglichen Objekte der Linzer Katastralgemeinde Katzbach, die dem Stadtteil St. Magdalena entspricht, wie er bis 2013 bestand. 2014 wurde der Stadtteil in die Statistischen Bezirke St. Magdalena und Dornach-Auhof aufgeteilt.
Die Zahl hinter dem Vermerk „Linz“ ist die Inventarnummer der Linzer Denkmaldatenbank, der Eintrag kann durch das Daraufklicken erreicht werden. Sofern kein anderer Beleg angegeben ist, stammen die Informationen in den Beschreibungstexten von dort.

## Denkmäler
| Foto |                 | Denkmal | Standort                                             | Beschreibung | Metadaten |
| ---- | --------------- | --- | ---------------------------------------------------- | --- | --- |
| ja   | Datei hochladen | Schloss Auhof mit Brunnen HERIS-ID: 52371 Objekt-ID: 58986 Linz: 1448seit 2012                                | Altenberger Straße 69 Standort KG: Katzbach          | Ein frühbarockes Schloss, das von der Johannes-Kepler-Universität als Verwaltungsgebäude genutzt wird. Anmerkung: Im Statistischen Bezirk Dornach-Auhof | BDA-Hist.: Q2240129 Status: Bescheid Stand der BDA-Liste: 2025-06-30 Name: Schloss Auhof mit Brunnen GstNr.: 1566/1 Schloss Auhof (Linz)                                                                                                |
| ja   | Datei hochladen | Bildstock HERIS-ID: 102018 Objekt-ID: 118373                                                                  | Gallneukirchner Straße Standort KG: Katzbach         | Der 1970 restaurierte Bildstock mit geschwungener Steinbekrönung ist ca. drei Meter hoch und trägt eine Inschrift aus 1854. Bilder in den Nischen dreier übereinandergestellter Quader zeigen den heiligen Florian, eine sitzende Madonna und einen Gnadenstuhl. Seitlich befinden sich ein Christus- und ein Marienmonogramm und diverse Reliefs. Auf einer Steinkugel befindet sich ein Doppelkreuz aus Metall. Anmerkung: Im Statistischen Bezirk St. Magdalena | BDA-Hist.: Q37789606 Status: § 2a Stand der BDA-Liste: 2025-06-30 Name: Bildstock GstNr.: 1460/2 Bildstock, Gallneukirchner Straße, Linz-St. Magdalena                                                                                  |
| ja   | Datei hochladen | Bildstock HERIS-ID: 102019 Objekt-ID: 118374 Linz: 1093                                                       | bei Griesmayrstraße 18 Standort KG: Katzbach         | Ein reliefierter Puttokopf befindet sich über einem Sockel mit Inschrift, darüber eine halbrunde Bildnische, die nach vorne mit einem Schmiedeeisengitter abgeschlossen und von Wulstleisten mit Quasten umrahmt ist, die oben in – einen Kugelaufsatz mit Blechschnittkruzifix tragenden – Voluten endet. Die Hinterglasmalerei in der Bildnische zeigt die Heiligen Georg und Leonhard, darunter die Darstellung eines von einem Fuhrwerk überfahrenen Kindes. Laut einer Inschrift stammt der steinerne Bildstock vermutlich aus dem Jahr 1873. Anmerkung: Im Statistischen Bezirk St. Magdalena | BDA-Hist.: Q37789615 Status: § 2a Stand der BDA-Liste: 2025-06-30 Name: Bildstock GstNr.: 1494 |
| ja   | Datei hochladen | Evang. Pfarrkirche A.B., evangelische Versöhnungskirche HERIS-ID: 101942 Objekt-ID: 118292 Linz: 1571         | Johann-Wilhelm-Klein-Straße 10 Standort KG: Katzbach | Die Versöhnungskirche ist ein evangelisch-lutherisches Kirchengebäude mit einem Pfarrheim, das von 1996 bis 1997 nach den Plänen des Architekten Roland Rainer erbaut wurde. Anmerkung: Im Statistischen Bezirk Dornach-Auhof | BDA-Hist.: Q14541506 Status: § 2a Stand der BDA-Liste: 2025-06-30 Name: Evang. Pfarrkirche A.B., evangelische Versöhnungskirche GstNr.: 782/6, 782/8 Versöhnungskirche Linz-Dornach                                                     |
| ja   | Datei hochladen | Kath. Pfarrkirche hl. Maria Magdalena und ehem. Friedhof HERIS-ID: 38247 Objekt-ID: 37761 Linz: 627           | Pferdebahnpromenade 5, bei Standort KG: Katzbach     | Um 1110 wurde eine der hl. Maria Magdalena gewidmete Kapelle errichtet und Ende des 15. Jahrhunderts zu einer spätgotischen Kirche ausgebaut, von welcher heute noch das Mittelschiff mit Netzrippengewölbe, der achteckige, aus rotem Marmor gefertigte Taufstein und die Madonna übrig sind. 1693 bekam die Kirche das bis dahin in der alten Stiftskirche in Garsten befindliche Altarbild, das eine Darstellung der Beweinung Christi zeigt und von einem reichgeschnitzten Rahmen umgeben ist; auch die beiden an den Wänden angebrachten Engel waren ursprünglich Teil dieses Rahmens. Aus demselben Jahr stammen auch die Kanzel und die Mensa des Hochaltars aus rotem Marmor. 1768 bekam der Kirchturm sein barockes Aussehen mit Zwiebelhelm, 1769 kam ein Oratorium über der Sakristei hinzu. 1913/14 wurden ein Musikchor eingezogen und zwei Seitenschiffe mittels Spitzbogenöffnungen an das Mittelschiff angefügt. Nach einer Innenrestaurierung 1960, von der auch der Strahlenkranz bei der Madonnenstatue stammt und bei der die Farbfenster eingebaut wurden, erfolgte 1981 eine neuerliche Erweiterung, bei der die Querschiffe verbreitert und die im Süden gelegene Sakristei in den Kircheninnenraum miteinbezogen wurden. Der Kirchenplatz wurde 1999 saniert, am Kirchturm wurden 2004 Turmgebälk, -helm, -uhr und -kreuz restauriert, die Fassade neu gestrichen. Anmerkung: Im Statistischen Bezirk St. Magdalena | BDA-Hist.: Q14541498 Status: § 2a Stand der BDA-Liste: 2025-06-30 Name: Kath. Pfarrkirche hl. Maria Magdalena und ehem. Friedhof GstNr.: .52, 439 Pfarrkirche St. Magdalena (Linz)                                                      |
| ja   | Datei hochladen | Kriegerdenkmal HERIS-ID: 102034 Objekt-ID: 118389 Linz: 1490                                                  | Katzbach Standort KG: Katzbach                       | Das Denkmal, ein Werk des Bildhauers Max Stockenhuber, wurde am 28. Juli 1963 eingeweiht. Vor einer leicht gekrümmten Gedenkwand mit Namenszeilen und Steinschnittrelief sitzt eine monumentale Frauenfigur, die „Trauernde Mutter Niobe“. Anmerkung: Im Statistischen Bezirk St. Magdalena | BDA-Hist.: Q37789648 Status: § 2a Stand der BDA-Liste: 2025-06-30 Name: Kriegerdenkmal GstNr.: 1497/4 War memorial Katzbach, St. Magdalena, Linz                                                                                        |
| ja   | Datei hochladen | Teilabschnitt der ehem. Pferdeeisenbahn bei St. Magdalena in Linz HERIS-ID: 112837 Objekt-ID: 131059seit 2017 | Pferdebahnpromenade 35 Standort KG: Katzbach         | siehe: Pferdeeisenbahn Budweis–Linz–Gmunden | BDA-Hist.: Q37832345 Status: Bescheid Stand der BDA-Liste: 2025-06-30 Name: Teilabschnitt der ehem. Pferdeeisenbahn bei St. Magdalena in Linz GstNr.: 2129/3, 1639, 1601/1, 733, 1599/1, 1599/2, 725/3 Pferdeeisenbahn in St. Magdalena |
| ja   | Datei hochladen | Pferdeeisenbahn, Teilstück der Hangtrasse auf Stützmauern HERIS-ID: 109945 Objekt-ID: 127592                  | Katzbach Standort KG: Katzbach                       | siehe: Pferdeeisenbahn Budweis–Linz–Gmunden Anmerkung: Im Statistischen Bezirk St. Magdalena | BDA-Hist.: Q37816193 Status: § 2a Stand der BDA-Liste: 2025-06-30 Name: Pferdeeisenbahn, Teilstück der Hangtrasse auf Stützmauern GstNr.: 465/4, .53/1, 432/13, 737/11, 1491/1, 1497/4, 432/5, 432/15 Pferdeeisenbahn in St. Magdalena  |
| ja   | Datei hochladen | Trockenstadel der Lederfabrik HERIS-ID: 59886 Objekt-ID: 71558 Linz: 1537                                     | Leonfeldner Straße 328 Standort KG: Katzbach         | Das zweigeschoßige, auf Natursteinsockel mit verputztem Ziegelmauerwerk errichtete Fabriksgebäude mit typischem offenen Dachstuhl für den Trockenboden, ist Teil der 1843 vom Linzer Lederfabrikanten Joseph Mayrhofer (Vater von Max Mayrhofer) errichteten, 1869 und 1880 erweiterten Lederfabrik. Anmerkung: Im Statistischen Bezirk St. Magdalena | BDA-Hist.: Q38089028 Status: Bescheid Stand der BDA-Liste: 2025-06-30 Name: Trockenstadel der Lederfabrik GstNr.: .9/5 Lederfabrik Linz-St. Magdalena                                                                                   |
| ja   | Datei hochladen | Ehem. Mesnerhaus, ehem. Schule, jetzt Pfarrhof HERIS-ID: 101715 Objekt-ID: 118058 Linz: 1487                  | Magdalenastraße 58 Standort KG: Katzbach             | Das zweigeschoßige, bereits vor 1788 als Mesnerhaus errichtete Gebäude mit Satteldach, Putzfassaden mit Faschengliederung und Fensterputzfaschen wurde 1831 zur Schule, 1902 als Wohnhaus umgebaut. Fenster mit Kreuzgittern im Erdgeschoß und eine Eingangstüre mit Granitgewände prägen die Westseite. Anmerkung: Im Statistischen Bezirk St. Magdalena | BDA-Hist.: Q37788570 Status: § 2a Stand der BDA-Liste: 2025-06-30 Name: Ehem. Mesnerhaus, ehem. Schule, jetzt Pfarrhof GstNr.: .54 Pfarrhof, ehem. Schule St. Magdalena                                                                 |
| ja   | Datei hochladen | Pfarrhof mit Pavillon HERIS-ID: 101716 Objekt-ID: 118059 Linz: 1488                                           | Magdalenastraße 60 Standort KG: Katzbach             | Einen ersten Pfarrhof gab es vermutlich schon 1523, dieser wurde jedoch wegen Baufälligkeit abgerissen und 1607/08 neu errichtet. Die heutige Form bekam er 1783, wobei er je nach Lektüre umgebaut oder neu errichtet wurde. Das zweigeschoßige Gebäude ist bedeckt mit einem Krüppelwalmdach und hat Putzfassaden mit Faschengliederung und Fensterputzfaschen, die südseitige Giebelfront ist holzverkleidet. Im Erdgeschoß finden sich Fenstergitter, im Obergeschoß ist eine Stuckverzierung angebracht. Das Innere weist im Erdgeschoß eine mit 1732 datierte Balkendecke mit profiliertem Tram auf, dessen Balken eingekerbte Scheibenmuster und Rillen. Der Gartenpavillon mit Spitzbogenfenstern stammt aus der ersten Hälfte des 19. Jahrhunderts und wurde 1989 restauriert. Anmerkung: Im Statistischen Bezirk St. Magdalena | BDA-Hist.: Q37788584 Status: § 2a Stand der BDA-Liste: 2025-06-30 Name: Pfarrhof mit Pavillon GstNr.: .55, 441 Pfarrhof St. Magdalena                                                                                                   |
| ja   | Datei hochladen | Denkmal für Gerstner HERIS-ID: 102035 Objekt-ID: 118390 Linz: 1105                                            | neben Pferdebahnpromenade 17 Standort KG: Katzbach   | Das Denkmal für Franz Anton von Gerstner, dem Bauleiter der Pferdeeisenbahn Budweis–Linz–Gmunden stammt aus der Zeit um 1855 und besteht aus einem dreifach abgestuften Sockel und einem mehrteiligen runden Aufsatz, der von einem steinernen Pinienzapfen bekrönt wird. Es wurde mehrfach versetzt, am jetzigen Standort befindet es sich seit 1982. Anmerkung: Im Statistischen Bezirk St. Magdalena | BDA-Hist.: Q37789658 Status: § 2a Stand der BDA-Liste: 2025-06-30 Name: Denkmal für Gerstner GstNr.: 428/1 Denkmal für Gerstner, Katzbach                                                                                               |
| ja   | Datei hochladen | Kath. Pfarrkirche Hl. Geist HERIS-ID: 101944 Objekt-ID: 118294 Linz: 636                                      | Schumpeterstraße 1, 3 Standort KG: Katzbach          | Die Kirche des ab 1966 von den Linzer Architekten Franz Treml und Erich Scheichl in Sichtbetonbauweise erbauten Pfarrzentrums wurde am 7. November 1971 geweiht. Eine aus Glas und Holz konstruierte und von vier schlanken, im Querschnitt ein Kreuz bildenden Säulen getragene Decke schließt den quadratischen Kirchenbau ab. Anmerkung: Im Statistischen Bezirk Dornach-Auhof | BDA-Hist.: Q14541500 Status: § 2a Stand der BDA-Liste: 2025-06-30 Name: Kath. Pfarrkirche Hl. Geist GstNr.: 770/4 Pfarrkirche Heiliger Geist (Linz)                                                                                     |